# Aleksander Skale
Aleksander Skale, slovenski bobnar, radijski urednik, novinar in besedilopisec, * 11. februar 1922, Ljubljana, Kraljevina SHS, † 5. julij 2019, Ljubljana. 
Kot trobentač in bobnar je igral v zgodnjih jazzovskih ansamblih na Slovenskem in bil prvi bobnar Plesnega orkestra Radia Ljubljana ter Ljubljanskega jazz ansambla. Bil je ustanovitelj jazzovske redakcije na Radiu Ljubljana in med ustanovitelji Blejskega jazz festivala. Ustvaril je več kot 10.000 radijskih oddaj tako za domače, kot za tuje radijske postaje. Deloval je tudi kot besedilopisec.

## Biografija

### Zgodnja leta
Skale se je rodil leta 1922 v Ljubljani. Na začetku ljudske šole so mu starši kupili majhno harmoniko, kasneje pa tudi pravo klavirsko. Že zgodaj se je začel navduševati nad jazzom. Obiskoval je Glasbeno matico, kjer je pri profesorju Pillichu dobil osnove glasbene teorije. Jazz je največ poslušal po radiu, kasneje pa je kupoval tudi plošče. Zelo mu je ugajal ritem, »ki je še danes najvažnejši v tej vrsti glasbe«, kot je sam dejal v intervjuju.

### Kariera

#### Zgodnji ansambli
»Neverjetno se je povzdignila, saj imamo danes že velike mojstre. Pred kratkim umrli Ati Soss je nedvomno eden tistih temeljev slovenskega jazza, ki ga bo kdo v doglednem času težko nadomestil. No, drugi veliki mojster je vsekakor Tone Janša, ki je nekak fenomen, ker s svojimi turnejami po vsem svetu nenehno dokazuje. V širšem jugoslovanskem prostoru imamo pa Duška Gojkovića, Stjepka Guta. Čeprav jazz še vedno ne zajem širšega kroga poslušalcev pa je najhujše pomanjkanje ljudi, ki bi bili sposobni voditi oddelke za jazz na naših glasbenih šolah in akademijah. Naši glasbeniki morajo zato oditi vsaj v Gradec. /…/ Na Berkleeju so študirali Jože Privšek, Janez Gregorc, Tone Janša, Andrej Arnol, Emil Spruk, Alojz Krajnčan, Nada Žgur.«

Skale o slovenski jazzovski sceni leta 1987
Prvič je javno pričel nastopati na vajah ljubljanskega Sokola, kjer je njegov bratranec igral klavir, Skale pa ga je spremljal z udarjanjem po praznem kovčku harmonike. Kmalu je začel tudi sam nastopati s harmoniko, ker pa ga je zanimal jazz, si je kupil trobento, prve inštrukcije trobente pa je prejel pri železničarskem društvu Zarja. Kmalu je tako nastal orkester, ki je igral predvsem komercialno plesno glasbo na sokolskih plesnih vajah v ljubljanskem Narodnem domu. Orkester se je imenoval New Star, v njem pa so igrali številni glasbeniki, ki so po vojni zaigrali v Plesnem orkestru Radia Ljubljana: Dušan Veble (tenorski saksofon), Ladislav Zupančič (trobenta), Tone Martinc (tenorski saksofon), Janez Martinc (altovski saksofon), ... Izvajali so takratne moderne šlagerje pa tudi nekaj jazzovskih, swingovskih skladb. Ansambel se je po dveh letih preimenoval v Broadway, leta 1939 pa je dobil angažma za igranje v hotelu Grajski dvor v Radovljici. V tem orkestru so igrali tudi Miško Hočevar (bas), Lev Ponikvar (kitara) in drugi. Zasedba je bila sestavljena iz treh trobent, dveh pozavn, štirih saksofonov in ritem sekcije. Pri nekaterih glasbenikih so se že pojavljali zametki jazzovske improvizacije, čeprav je bila ta glasba že daleč od jazza. Zasedba pa je bila precej uspešna, kar je slišal tudi Bojan Adamič, čigar ansambel je leta 1940 razpadel. Tako je istega leta prišlo do združitve orkestra Broadway in preostalih članov Adamičevega ansambla v Orkester Bojana Adamiča. Kmalu so ostali brez bobnarja: »Nenadejano je orkester ostal brez bobnarja, pa sem poskusil jaz. Ker so bili ostali kar zadovoljni, sem se vrgel na študij tega instrumenta«, je o svojih začetkih bobnanja dejal Skale. Priskrbel si je šolo Gena Krupe, poslušal pa je tudi plošče drugih jazzovskih bobnarjev. Bobnov takrat ni mogel kupiti v trgovini, zato jih je izdelal sam. Na bobnih je imel namesto open telečje kože, »ki so bile pa zelo občutljive na vlago in so na vsaki prireditvi, ker je bilo precej vlage v zraku, so /.../ popustile in bobni niso več odgovarjali tako, kot bi bilo treba, zato sem montiral v moje bobne popolnoma amatersko električne grelce. Vsak boben ima svoj kontakt in ti grelci so neverjetno pripomogli, da so kože obdržale svojo napetost.«

#### Vojna
Med vojno so Italijani Skaleta aretirali in ga poslali v taborišče Gonars, kjer pa je bilo takrat že zaprtih nekaj starih glasbenikov, ki so igrali s Skaletom. Skale je v taborišču ostal dva meseca, potem pa se je vrnil v Ljubljano. Takrat je začel igrati v ansamblu, ki ga je vodil saksofonist Dušan Prevoršek, sestavljali pa so ga kasnejši člani Plesnega orkestra Radia Ljubljana: Mario Sancin (trobenta), Breda Rajh (klavir), Bogo Jarec (pozavna), Miško Hočevar (bas), ... Ob prihodu partizanov v Ljubljano, je kulturni referent 29. hercegovske brigade iskal ljubljanske glasbenike, med katerimi je bil tudi Skale, ki so nato odšli z brigado na Gorenjsko. V Žirovnico jih je po nekaj dneh prišel na ukaz Bojana Adamiča iskat tovornjak, ki jih je pripeljal v Ljubljano v dvorano na Taboru, kjer je potekal veliki miting ob osvoboditvi. Iz teh glasbenikov je Adamič nato ustanovil Plesni orkester Radia Ljubljana.

#### Plesni orkester Radia Ljubljana
Prvo zasedbo PORL-a so sestavljali saksofonisti Tone Martinc, Dušan Veble, Dušan Prevoršek, Janez Martinc, Zoran Komac; trobentači Mario Sancin, Urban Koder, Jože Kelbl; pozavnisti Franci Ogrizek, Bogo Jarec, Mik Soss; ritmično sekcijo pa so sestavljali Breda Rajh-Divjak (klavir), Miško Hočevar (bas), Lev Ponikvar (kitara) in Skale (bobni). Takoj po vojni je orkester igral na raznih prireditvah, kjer je izvajal jazz. Igrali so tudi na takratnih volilnih shodih in tako bili med zaslužnimi za zmago Ljudske fronte na volitvah. Za nagrado so bili povabljeni v Beograd, kjer so na koncertu igrali predvsem swing ameriških skladateljev, kot so Glenn Miller, Count Basie, ... Adamič je bil po koncertu poklican na Centralni komite KPJ, kjer ga je Milovan Djilas okregal zaradi igranja ameriške glasbe. Orkester je moral naslednji dan izvesti še en koncert, na katerem so igrali ruske pesmi in partizanske pesmi, nekaj let pa jim je bilo prepovedano igrati jazz.

#### Ljubljanski jazz ansambel
Ker je PORL igral malo jazza, so solisti orkestra leta 1953 ustanovili ansambel »Solisti Plesnega orkestra Radia Ljubljana«. Prvo zasedbo so sestavljali Urban Koder - trobenta, Ati Soss - klarinet in altovski saksofon, Dušan Veble - tenorski saksofon, Mik Soss - pozavna, Mario Rijavec - klavir, Miško Hočevar - bas in Skale - bobni. Izvajali so predvsem tradicionalni mainstream jazz in snemali s številnimi pevkami in pevci. Leta 1955 so se preimenovali v Ljubljanski jazz ansambel, leta 1959 pa so izdali prvo jazzovsko ploščo v takratni Jugoslaviji, Svira dixieland. Pred snemanjem je Atija Sossa zamenjal klarinetist Borut Bučar, po snemanju pa Mika Sossa Jože Gjura. Ansambel je gostoval na številnih jazzovskih festivalih v Evropi, 7-krat so nastopili tudi na Blejskem in kasneje Ljubljanskem jazz festivalu. Gjuro je kmalu zamenjal Franci Puhar, ansamblu pa se je pridružil tudi kitarist Kajetan Zupan, ki ga je kasneje zamenjal Milan Ferlež. Leta 1962 je ansambel izdal še eno malo ploščo Dixieland Festival s posnetki z jazz festivalov na Bledu in Juan-les-Pinsu. Čez dve leti je ansambel izdal edino veliko ploščo Ljubljanski jazz ansambel, ki je tako, kot prejšnji dve, izšla pri Jugotonu. Skale je v ansamblu igral do leta 1967, ko ga je zamenjal Franc Koko Jagodic.

#### Radijski urednik
»Če poslušam dober jazz, tak, ki te nese in se počutiš kot da bi lebdel na nekem oblaku, se mu moram predati in sodelovati. Efekt je ta, da moraš tolči z nogo ob tla in se gibati v ritmu. Ta glasba človeka pač ne pusti mirno sedeti.«

Skale o jazzu leta 1987
Prve jazzovske oddaje za radio je Skale začel ustvarjati že pred letom 1950, od leta 1955 pa so bile na radijskem sporedu redne tedenske oddaje o jazzu. Leta 1959 je Skale prenehal z bobnanjem v PORL-u in se preselil na Radio Ljubljana, kjer je ustanovil uredništvo za jazzovsko glasbo, ki je bilo tudi prvo takšno uredništvo v Jugoslaviji. Najprej jazz ni imel veliko pristašev na radiu zaradi petja v angleščini, bobnanja, trobent v visokih legah, ipd., pozneje pa so se pojmi razčistili in jazz je polagoma dobival vse več prostora v radijskih programih, posebno še po letu 1960. Do svoje upokojitve leta 1987 je za radio in televizijo ustvaril veliko oddaj: Jazz pred polnočjo, Jazz-klub, Zbiralci jazzovskih plošč pred mikrofonom, Jazz-test, Jazz na koncertnem odru, Jazz v komornem studiu, Jazz do 22.00, Iz obdobja swinga, Iz obdobja dixielanda, Z jugoslovanskimi izvajalci jazza, Gost pred mikrofonom, Zanimivosti iz sveta jazza, Spomini na velike dogodke jazza, Iz zakladnice jazza, Moderni jazz, ... Ustvaril je tudi več ciklov: S festivalov jazza, Z jugoslovanskih festivalov jazza, Jazz na ekranu, Berklee Jazz-beat, Razvoj slovenske zabavne glasbe in jazza, ... Skupno je ustvaril več kot 10.000 oddaj, tudi za tuje radijske postaje, kot so Saarbrücken, Köln, Frankfurt, Stuttgart, Hamburg, München, madžarski radio, londonski BBC, finski, italijanski in avstrijski radio. 20 let je bil tudi urednik mednarodnega radijskega cikla Glasba ne pozna meja.

#### Blejski in Ljubljanski jazz festival
Skale je bil med ustanovitelji Blejskega jazz festivala leta 1960. Ideje o festivalu so se sprva začele pojavljati v 50. letih na Opatijskem festivalu, v začetku leta 1960 pa je bilo sklicano ustanovno zasedanje Jugoslovanskega jazz festivala, kjer so se sestali predstavniki združenj jazzovskih glasbenikov iz Ljubljane, Zagreba in Beograda, predstavniki Turističnega društva Bled in predstavniki Jugoslovanske radiotelevizije. Določili so termin prvega festivala, ki je potekal od 15. do 18. septembra 1960, na njem pa je nastopilo 21 jugoslovanskih ansamblov. »Po treh ali štirih letih je selekcija postala ostrejša, pojavili so se tudi prvi gostje. Zanimivo je, da sploh nismo nikogar vabili takrat, prijavljali so se kar sami in /.../ igrali so brezplačno«, je o začetkih dejal Skale. Leta 1967 se je festival za dve leti preselil v ljubljansko Halo Tivoli, od tam pa v slovite Plečnikove Križanke. Član organizacijskega odbora festivala je bil vse do 80. let, ko se je organizacijska struktura zamenjala in so organizacijo prevzeli mlajši. Bil je tudi član Mednarodne jazzovske zveze (IFJ) in tako tudi gost vseh pomembnejših evropskih festivalov jazza.

## Diskografija

### Ljubljanski jazz ansambel
- Svira dixieland (1959)
- Dixieland festival (1962)
- Ljubljanski jazz ansambel (1964)
- The Best of Ljubljanski jazz ansambel (1993)

### Ostalo
- Bled 1960 - I. Jugoslavenski Jazz Festival (1960)
- Bled 1963 - 4. Jugoslavenski Jazz Festival (1963)

## Dela
- Skale, Aleksander (1960). Kaj je jazz. Ljubljana: Prosvetni servis.
- Skale, Aleksander (1961). Razvoj jazza. Ljubljana: Prosvetni servis.
- Skale, Aleksander (1961). Razvoj jazza: I. in II. del. Ljubljana: Prosvetni servis.
- Skale, Aleksander (1971). Moderni jazz: razvoj jazza - III. Ljubljana: Scena.
- Skale, Aleksander (1989). 30 let festivala jazza = 30 years of Jazz Festival. Ljubljana: Cankarjev dom.